# Rincón del Puerto
Rincón del Puerto är en ort i Mexiko.   Den ligger i kommunen Singuilucan och delstaten Hidalgo, i den sydöstra delen av landet, 90 km nordost om huvudstaden Mexico City. Rincón del Puerto ligger 2 573 meter över havet och antalet invånare är 202.
Terrängen runt Rincón del Puerto är huvudsakligen kuperad, men åt sydväst är den platt. Terrängen runt Rincón del Puerto sluttar österut. Runt Rincón del Puerto är det ganska tätbefolkat, med 60 invånare per kvadratkilometer. Närmaste större samhälle är Tulancingo, 17,0 km öster om Rincón del Puerto. I omgivningarna runt Rincón del Puerto växer huvudsakligen savannskog.